# De Struise Brouwers
De Struise Brouwers è un birrificio belga fondato nel 2001 con sede ad Oostvleteren, frazione del comune di Vleteren.

## Storia
Il nome del birrificio deriva da un agriturismo e allevamento di struzzi di proprietà di Urbain Coutteau e Philippe Driessens, situato a Lo-Reninge.
A causa della mancanza di strutture adeguate, durante i primi anni di attività la produzione è avvenuta presso il birrificio Caulier e dal 2005 presso la Deca Services di Woesten. Dal 2010 il birrificio si trasferisce nell'attuale sede di Oostvleteren, dove realizza in autonomia parte della propria produzione, affidandosi ancora alla Deca Services per produzioni di grandi volumi.
Nel 2013, per soddisfare l'aumento di domanda, il volume di produzione aumenta da 1500 a 3500 ettolitri.

## Le birre
De Struise ha prodotto oltre cento birre diverse, affiancando ad una selezione fissa produzioni stagionali, speciali e birre sperimentali.. La Pannepot, insieme alle due varianti Pannepot Reserva e Pannepot Grand Reserva, è la birra di punta prodotta da De Struise.

### Serie "Black Damnation"
Black Damnation è un progetto di sperimentazione comprendente diverse birre con gradazione alcolica compresa tra il 2% e il 39%, basate sulla Black Albert e sue varianti invecchiate in barili di bourbon, whisky o rum, con l'aggiunta di frutta e spezie. Alcune creazioni della serie sono realizzate con l'aggiunta della birra Hel & Verdoemenis del birrificio De Molen.

## Premi e riconoscimenti
Nel 2008, De Struise si è classificato al primo posto nella classifica dei migliori birrifici dell'anno scelti dal portale RateBeer.